# Acies triplex
Acies triplex (łac. „szyk potrójny”) – szyk wojskowy stosowany przez legiony rzymskie, formowany według schematu quincunx. Nazwa pochodzi od potrójnego uszeregowania manipułów w legionie. Manipuł składał się ze 120-150 ludzi, 6 szeregów po 20-25 żołnierzy. W szyku acies triplex manipuły oddzielone były od siebie przerwą o szerokości czoła manipułu z następnej linii. Miało to na celu zapewnienie dużej manewrowości i łatwości przegrupowywania się przy jednoczesnym zachowaniu możliwości szybkiego tworzenia zwartej linii wojsk.
Pierwsza linia 10 manipułów nazywana była hastati. Nazwa pochodzi od włóczni (hasta), używanej do walki w zwarciu, zastąpionej później przez krótki miecz (gladius). W jej szyku ustawiano żołnierzy młodych (do 24 lat). Dwa pierwsze szeregi (hastati i principes) używały również ciężkich włóczni do rzucania, pilum.
Druga linia, principes, składała się z żołnierzy w wieku 24–30 lat, bardziej doświadczonych od hastati, którzy wchodzili do walki razem z pierwszym szykiem. Miał za zadanie pokrywanie odstępów pomiędzy nimi a pierwszą linią hastati.
Trzecią, rozstrzygającą linię stanowili triarii, najstarsi żołnierze-weterani. Pokrywali odstęp pomiędzy drugim a trzecim szykiem. Używani byli tylko w ostateczności. Powiedzenie rzymskie: „sprawa doszła do trzeciego szeregu” (łac. res ad triarios venit) oznaczało, że sytuacja stała się krytyczna. Ich manipuły, w przeciwieństwie do manipułów hastati i principes, liczyły po 60 ludzi. Triarii nie używali pilum, ich ekwipunek stanowiła włócznia, taka sama, jak ta którą wcześniej posługiwali się hastati, gladius, scutum (tarcza), hełm, nagolenniki i kolczuga.